# Avantasia
Авантазија је немачки пауер метал пројекат који је осмислио Тобијас Самет, певач немачке групе Едгај. Бенд је окарактерисан као рок опера јер се састоји од разних вокала и концептуалних албума. Назив бенда је портманто речи „Авалон“ и „фантазија“ и описује „свет изван људске маште“.
Пројекат се може поделити на четири периода. Први, 1999-2002, објављен је сингл и албуми Metal Opera I и Metal Opera II. Други, 2006-2011, састоји се од мини албума Lost in Space Part I & II и The Wicked Trilogy. Трилогија је састављена од албума  The Scarecrow, The Wicked Symphony и Angel of Babylon. Трећи, 2013-2016, укључује албуме The Mystery of Time и Ghostlights. Четврти период почео је објавом албума Moonglow 2019.

## Историја

### The Metal Operas (1999-2002)
У пролеће 1999, за време Едгајеве турнеје Theater of Salvation, Тобијас Самет је почео да смишља идеје за метал опера концептуални албум, који укључује многе друге музичаре. Први састав је био сачињен од четири члана. Самет је био на клавијатури, Хенјо Рихтер на гитари, Маркус Гроскопф на бас-гитари и Алекс Холцварт на бубњевима. Године 2001. објављен је сингл и први албум The Metal Opera. Пројекат је био на паузи после објаве албума The Metal Opera II, септембра 2002.

### The Scarecrow (2006-2008)
На крају 2006. године, Самет је потврдио гласине о трећем албуму који је требало да изађе 2008. године. Два мини албума под називом Lost in Space Part I и II су објављени 19. новембра 2007. године, а албум The Scarecrow је објављен 25. јануара 2008. The Scarecrow је обележио прво поглавље од The Wicked Trilogy концепта.
Након објављивања The Scarecrow албума, Самет је позван да наступа на Wacken Open Air хеви метал фестивалу. То је довело до тринаест наступа између 5. јула и 13. августа.

### The Wicked Symphony & Angel of Babylon (2009-2010)
У новембру 2009. године, Самет је изјавио да снима два албума, The Wicked Symphony и Angel of Babylon, који су објављени 3. априла 2010. Концепт ових албума је наставак The Scarecrow приче и ова три албума заједно се називају The Wicked Trilogy. Ови албуми су освојили високе позиције на разним међународним музичким листама.

### The Mystery of Time (2012-2013)
Децембра 2012. године објављено је на сајту Авантазије да ће се нови албум звати The Mystery of Time и да треба да изађе 30. марта 2013. године. The Mystery of Time је обележио почетак новог концепта. The Mystery of Time је достигао високе позиције на неколико интернационалних листа и чак је омогућио пројекту да уђе на Билборд листе по први пут.

### Ghostlights (2014-2016)
Маја 2014. у једном интервјуу у вези са Едгајевим, тада последњим, албумом Space Police: Defenders of the Crown, Самет је рекао да је The Mystery of Time наговестио могући наставак. Нови албум под називом Ghostlights, објављен је 29. јануара 2016. године. Овај албум достигао је највише позиције од свих Авантазијних објављених албума на неколико међународних музичких лсити и чак је омогућио улазак Авантазије на Билборд листе по други пут.

### Moonglow (2018-данас)
Марта 2018. године Тобијас је поставио слику на његовој Фејсбук страници рекавши како је започео креативан процес што се тиче Авантазијног 8. албума.
Nuclear Blast је 10. октобра 2018. године изјавио да ће нови албум бити објављен 15. фебруара 2019. године.

## Дискографија

### Студијски албуми
- The Metal Opera (2001)
- The Metal Opera Part II (2002)
- The Scarecrow (2008)
- The Wicked Symphony (2010)
- Angel of Babylon (2010)
- The Mystery of Time (2013)
- Ghostlights (2016)
- Moonglow (2019)